# Gunby (South Kesteven)
Gunby – wieś w Anglii, w hrabstwie Lincolnshire, w dystrykcie South Kesteven, w civil parish Gunby and Stainby. Leży 51 km na południe od Lincoln i 147 km na północ od Londynu.
W 1921 roku civil parish liczyła 119 mieszkańców. Gunby jest wspomniana w Domesday Book (1086) jako Gunnebi.